# Воробьёв, Дмитрий Васильевич
Дмитрий Васильевич Воробьёв (1903—1976) — советский украинский учёный-лесовед, доктор сельскохозяйственных наук (1952), профессор (1954), Почетный доктор технических наук Венгерской Народной Республики.
Один из основателей украинской экологической школы лесной типологии. Автор ряда научных работ, включая монографии. в 1929 году подготовил и опубликовал в соавторстве с П. С. Погребняком «Лесной типологический определитель Украинского Полесья».

## Биография
Родился 6 ноября 1903 года в селе Доброе Тамбовской губернии Российской империи (ныне Липецкой области) в крестьянской семье.

### Образование
Учился в церковно-приходской школе и гимназии. Некоторое время работал в городе Раненбург (сейчас Чаплыгин). в 1920 году поступил и в 1925 году окончил Ленинградскую лесотехническую академию (ныне Санкт-Петербургский государственный лесотехнический университет), после чего работал помощником лесничего в Брянской области. Ещё в студенческие годы занимался научной работой на кафедре дендрологии и систематики растений под руководством профессора В. Н. Сукачева. Участвовал в геоботанической экспедиции по Ленинградской области.
Кандидатскую диссертацию на тему «Культура каркаса» защитил в 1941 году в Киевском сельскохозяйственном институте (ныне Национальный университет биоресурсов и природопользования. Докторскую диссертацию по своей монографии «Типы лесов Европейской части СССР» защитил в 1952 году. В июне 1954 года Воробьев был утвержден в ученом звании профессора по кафедре «агролесомелиорация».

### Деятельность
После окончания вуза, по 1928 год, был участником лесотипологической исследовательской партии Всеукраинского управления лесами в Полесье и Подолье под руководством Г. Н. Высоцкого и Е. В. Алексеева. В 1929—1933 годах Дмитрий Васильевич проводил лесотопологические исследования в Ленинградской области и на Северном Кавказе. Затем в течение 20 лет (1934—1953) работал на Весело-Боковеньковской дендрологической станции УкрНИИЛХА в Кировоградской области. Прерывал эту деятельность только во время Великой Отечественной войны, когда находился в армии и участвовал в боевых действиях. В 1943 году в районе станции Лозовой был тяжело ранен и попал в плен; только весной 1945 года был освобожден канадской армией из фашистского лагеря Ведуве, оставшись инвалидом.
После войны продолжал работать на Весело-Боковеньковской станции, занимался вопросами интродукции, акклиматизации и техники выращивания древесных пород-экзотов, пригодных для условий степной Украины. С 1954 года заведовал кафедрой агролесомелиорации (по 1961 год) и кафедрой ботаники (1962—1974 годы) Харьковского сельскохозяйственного института (ныне Харьковский национальный аграрный университет имени В. В. Докучаева). Одновременно в 1956—1963 годах заведовал лабораторией лесной типологии УкрНИИЛХА.
Основным трудом своей долгой научной деятельности Д. В. Воробьёв считал монографию «Типы лесов Европейской части СССР» (АН УССР, Киев, 1953), в которой раскрыты основные закономерности формирования и распространения разных типов леса в зависимости от климата, рельефа и почвы. Свою работу он довёл до создания единой типологической классификации лесов Европейской части СССР. Он воспитал более 20 кандидатов наук и 3 докторов наук; в числе докторов — Б. Ф. Остапенко и П. П. Посохов.
Умер 8 августа 1976 года в Харькове.
Был награждён орденом Ленина (1966, за большие заслуги в подготовке высококвалифицированных кадров, развитие лесоводственной науки и в связи с 150-летием со дня основания Харьковского сельскохозяйственного института), а также медалями.